# Mario Vaccari
Mario Vaccari (* 5. února 1959 Janov) je italský římskokatolický duchovní, františkán a biskup Massa Carrara-Pontremoli.

## Život
Narodil se 5. února 1959 v Janově.
Studoval ekonomii na Janovské univerzitě. Do roku 1990 působil ve svém oboru. Roku 1991 vstoupil do Řádu menších bratří a 4. září 1993 složil své časné řeholní sliby. Teologické vzdělání získal na Papežské teologické fakultě Severní Itálie. Dne 7. dubna 1997 složil sliby věčné. Kněžské svěcení přijal 8. prosince následujícího roku z rukou biskupa Alberta Tanasiniho.
V řádu zastával různé funkce, jako je kvardián, novicmistr či provinční definitor. Roku 2009 byl zvolen provinčním ministrem ligurské provincie Sacro Cuore della Beata Vergine Maria. Od roku 2014 byl také farářem janovské baziliky Santissima Annunziata del Vastato. Dne 16. května 2016 byl zvolen provinčním vikářem nové provincie Sant'Antonio.
Dne 24. února 2022 jej papež František jmenoval biskupem Massa Carrara-Pontremoli. Biskupské svěcení přijal 22. května z rukou biskupa Gianni Ambrosia a spolusvětiteli byli biskup Calogero Marino a biskup Rodolfo Cetoloni.